# The Good Girl
The Good Girl es una película estadounidense del año 2002, dirigida por Miguel Arteta y con guion escrito por Mike White.

## Argumento
Justine Last (Jennifer Aniston) está infelizmente casada con un hombre adicto a la marihuana y lleva una vida aburrida como cajera de supermercado. Todo esto cambia cuando conoce a un nuevo cajero llamado Thomas Worther (Jake Gyllenhaal), un chico solitario y depresivo que se hace llamar a sí mismo Holden (en honor al personaje principal de su novela favorita, Holden Caulfield de El guardián entre el centeno) con quien inicia una relación.

## Reparto
- Jennifer Aniston como Justine Last
- Jake Gyllenhaal como Thomas "Holden" Worther
- John C. Reilly como Phil Last
- John Carroll Lynch como Jack Field
- Tim Blake Nelson como Bubba
- Zooey Deschanel como Cheryl
- Mike White como Corny
- Deborah Rush como Gwen Jackson
- Aimee Garcia como Enfermera

## Recepción
The Good Girl fue bien recibida por la mayoría de los críticos. En Rotten Tomatoes consta un ranting de aprobación del 82%, basado en el análisis de un total de 158 reseñas, con una nota promedio de 6.97/10. El sitio se refiere a la película como " una comedia negra dramática que destaca por las excelentes actuaciones de Jennifer Aniston y Jake Gyllenhaal. The Good Girl es una mirada conmovedora y astuta a las pasiones de dos almas atribuladas en un pequeño pueblo.."
Metacritic, que asigna una calificación normalizada de 100 a las reseñas de los principales críticos, calculó una puntuación promedio "generalmente favorable" de 71, basada en 35 reseñas.